# Вороновка (Липецкая область)
Во́роновка — деревня Жерновского сельского поселения Долгоруковского района Липецкой области.

## География
Деревня Вороновка находится в центральной части Долгоруковского района, в 12 км к юго-востоку от села Долгоруково и в 2 км на юг от села Жерновное, с которым составляет фактически единый населённый пункт. Располагается на правом берегу реки Снова.

## История
Вороновка возникла не ранее 2-й половины XIX века. Своё название деревня получила от фамилии владельца местных земель барина Воронова. По документам 1887 года в Вороновке 38 дворов, действует водяная мельница, толчея пеньки и просорушка.
В начале XX века вороновцы состояли в приходе Покровской церкви села Жерновное.
В 1932 году в Вороновке проживало 389 жителей.
До 1920-х годов деревня относилась к Сергиевской волости (центр – Меньшой Колодезь) Елецкого уезда Орловской губернии. С 1928 года Вороновка в составе Долгоруковского района Елецкого округа Центрально-Чернозёмной области. После разделения ЦЧО в 1934 году деревня в составе Долгоруковского района Воронежской области, с 1935 года — Курской, с 1939 года — Орловской, а с 1954 года вновь образованной Липецкой области.

## Население
| 1932 | 2010 |
| ---- | ---- |
| 389  | ↘17  |

## Транспорт
Вороновка связана грунтовыми дорогами с селом Жерновное, деревнями Гринёвка и Исаевка.